# Chippewa County (Minnesota)
Chippewa County is een county in de Amerikaanse staat Minnesota.
De county heeft een landoppervlakte van 1.509 km² en telt 13.088 inwoners (volkstelling 2000). De hoofdplaats is Montevideo.